# Український часопис міжнародного права

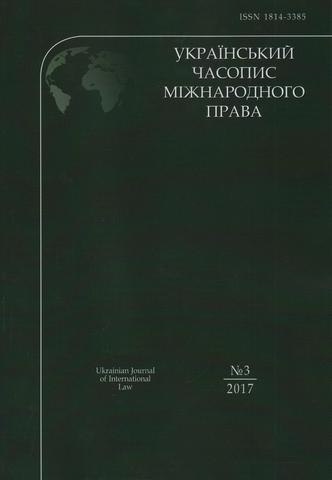
УЧМП

«Український часопис міжнародного права» є офіційним друкованим виданням Всеукраїнської громадської організації Українська асоціація міжнародного права https://jusintergentes.com.ua/index.php?lang=uk [Архівовано 19 січня 2021 у Wayback Machine.].  
Метою видання є глибока наукова розробка і популяризація міжнародно-правових аспектів розвитку України, висвітлення її історії та нинішнього становища, як члена міжнародного співтовариства; аналіз чинної системи міжнародного правопорядку та викликів, що стоять перед нею; усебічне розкриття вітчизняної та зарубіжних теорій міжнародного права; показ сучасних тенденцій у розвитку права міжнародного співтовариства.   
Журнал займається висвітленням сучасного стану науки та практики міжнародного права в Україні, зовнішньополітичної діяльності держави, усіх аспектів внутрішнього життя країни, на які впливають, або які мають стосунок до міжнародних відносин та права, у тому числі актуальних аспектів життя світової спільноти. 
Однією з головних цілей журналу є консолідація українських юристів-міжнародників, дипломатів, фахівців з зовнішньоекономічної діяльності та інших спеціалістів, залучення зарубіжних юристів-міжнародників для вироблення ефективних рішень у процесі європейської та євроатлантичної інтеграції України, вирішення нагальних практичних та наукових проблем, що стоять перед українською та міжнародною спільнотами. Метою видання є висвітлення для міжнародного загалу досягнень українських вчених і практиків, показ міжнародно-правової доктрини України та міжнародно-правових концепцій вітчизняних шкіл міжнародного права. 
Історія видання
Журнал було засновано 1992 року. Засновниками є: Всеукраїнська громадська організація "Українська асоціація міжнародного права", Інститут міжнародних відносин Київського національного університету імені Тараса Шевченка, ТОВ "Юридична фірма "Проксен".
Керівники
Головний редактор - Буткевич Ольга Володимирівна -доктор юридичних наук; професор, Інститут міжнародних відносин Київського національного університету імені Тараса Шевченка. Заступник головного редактора- Федорова Алла Леонідівна -кандидат юридичних наук; доцент, Інститут міжнародних відносин Київського національного університету імені Тараса Шевченка.
Періодичність видання
«Український часопис міжнародного права» є щоквартальним виданням. У відповідь на нагальні питання міжнародно-правової теорії та практики, інші важливі для української та зарубіжної міжнародно-правової науки і правозастосування події можуть публікуватися позачергові Спеціальні випуски журналу. 
Мова видання та рецензування статей
Видання є двомовним (статті та матеріали публікуються українською та/або англійською мовами). Усі статті чи коментарі до матеріалів проходять обов’язкове «сліпе рецензування» щонайменше одним рецензентом перед публікацією. 
Посилання:
Офіційний сайт часопису “Український часопис міжнародного права" http://jusintergentes.com.ua/